# Administrateur judiciaire
 (février 2024).
Si vous disposez d'ouvrages ou d'articles de référence ou si vous connaissez des sites web de qualité traitant du thème abordé ici, merci de compléter l'article en donnant les références utiles à sa vérifiabilité et en les liant à la section « Notes et références ».
En droit français, l'administrateur judiciaire est un auxiliaire de justice désigné par le tribunal lorsqu'une entreprise fait l’objet d’une procédure de redressement judiciaire ou d'une procédure de sauvegarde. Il est chargé de défendre les intérêts de la société, face au mandataire judiciaire, défenseur des intérêts des créanciers.
Il doit trouver des solutions pour la sauvegarde et la continuation de l'activité de l’entreprise. Non pas directement corrélée à l'administration judiciaire qui forme le corpus des métiers de la Magistrature et du Greffe sous l'autorité du ministère de la Justice, la profession d'administrateur judiciaire est un des métiers indépendants de la Justice comme les huissiers de justices, les notaires, les experts judiciaires ou les avocats.

## Les missions de l'administrateur
Dans la sauvegarde, la mission de l'administrateur est celle d'assister ou de surveiller l'entreprise en difficulté. Ainsi en cas de difficultés graves empêchant le fonctionnement normal d'une société, sa désignation doit être envisagée. La demande de nomination d’un administrateur provisoire peut être présentée en justice soit par les organes d’administration ou de direction, soit par un associé ou encore par un groupe d’associés.
Dans le redressement judiciaire, sa mission peut être celle de la représentation ou de l'assistance. Il doit trouver une solution de redressement judiciaire et proposer soit un plan de continuation, soit un plan de cession. Concernant les licenciements devenus inévitables, c’est lui qui y procède avec l’autorisation du juge-commissaire (L631-17 C. com).
Quelle que soit la procédure, l’administrateur est le seul à avoir la faculté d’exiger l’exécution des contrats en cours (article L622-13 C. com). Toutefois, une société sous sauvegarde peut contester ses créances sans l’assistance de son administrateur judiciaire.
Dès son entrée en fonction, l’administrateur est tenu de requérir du chef d’entreprise de faire tous les actes nécessaires à la conservation des droits de l’entreprise et tous les actes nécessaires à la préservation des capacités de production de l’entreprise.

## Accès à la profession
Depuis l'arrêté du 7 mars 2017 relatif à l’accès aux professions d’administrateur judiciaire, et de mandataire judiciaire, est prévu deux voies d’accès :
- la voie dite « classique » qui impose d’être titulaire d’un diplôme de niveau bac +4 dans le secteur du droit, de l’économie et de la gestion.

Il faut réussir l'examen d'accès au stage professionnel comportant 6 épreuves écrites en droit et comptabilité et une épreuve orale. En général, dix candidats sont admis (l'examen ne peut pas être présenté plus de 3 fois). Puis, les lauréats accomplissent le stage professionnel, rémunéré auprès d'un maître de stage administrateur judiciaire lui-même, pendant une période 3 ans minimum. Enfin, les stagiaires passent un examen professionnel d'aptitude aux fonctions d'administrateur judiciaire. Les futurs administrateurs judiciaires doivent également rendre un rapport de stage et passer un examen final qui comporte 8 épreuves écrites et orales et qui ne peut être présenté que deux fois.
- la voie dite « master » destinée aux titulaires du diplôme de Master administration et liquidation des entreprises en difficulté et qui justifient d’un stage de 30 mois ou d’une expérience professionnelle définie aux articles R.811-28-1 et R.812-18-1 du Code du commerce.

Pour exercer, les futurs administrateurs doivent ensuite déposer un dossier auprès d'un tribunal et prêter serment.
L’accès à la profession est subordonné, pour les administrateurs judiciaires (également pour les mandataires), à l’inscription sur une liste établie par la commission nationale d’inscription et de discipline dont la loi donne la composition. Le Conseil national des administrateurs et des mandataires judiciaires est appelé à donner son avis sur toute nouvelle inscription.
La liste nationale est divisée en « sections » correspondant au ressort de chaque cour d’appel ; les personnes inscrites sur la liste ont vocation à exercer leurs fonctions sur l’ensemble du territoire.

## La profession
Le statut de l'administrateur résulte d'une loi de 1985. Le statut est codifié aux articles L811-1 et suivants du Code de commerce. Le principe dispose que nul ne peut être désigné administrateur s’il n’est inscrit sur la liste établie par une commission nationale désignée à cet effet. Avec l’ordonnance de 2008, pour accroitre la concurrence entre les administrateurs, on a élargi les possibilités et des personnes non inscrites peuvent être désignées.
Afin de pouvoir être inscrit sur la liste, il faut respecter plusieurs conditions. La première condition, est celle de la nationalité française (sauf administrateurs des États de l'Union européenne). Ensuite, des garanties de moralité suffisantes sont exigées. Enfin, il est nécessaire de réussir un examen d’aptitude aux fonctions d’administrateur après accomplissement d’un stage professionnel.
Les administrateurs peuvent être retirés de la liste. Le retrait est décidé par la commission dans les cas de l'article L811-6 du Code de commerce.
L'article L811-10 prévoit que la profession est incompatible avec l’exercice de toute autre profession sauf celle d’avocat. L'article L811-7 permet aux administrateurs de constituer des sociétés. Il est sous la surveillance du Ministère public.

### Rémunération
L’administrateur judiciaire est rémunéré par l'entreprise en redressement judiciaire sur la base d'un barème réglementaire. Le salaire des administrateurs judiciaires en France est en moyenne de 200 k€ brut par an, un chiffre qui peut atteindre les 500 k€ pour les mieux rémunérés[réf. nécessaire].